# Basarikatti, Belgaum
Basarikatti là một làng thuộc tehsil Belgaum, huyện Belgaum, bang Karnataka, Ấn Độ.